# Схаперс, Михил
Михил Схаперс (нидерл. Michiel Schapers, родился 11 октября 1959 года в Роттердаме, Нидерланды) — нидерландский теннисист и тренер.
- Финалист одного турнира Большого шлема в миксте (Roland Garros-1988).
- Полуфиналист одного турнира Большого шлема в миксте (Roland Garros-1987).

## Общая информация
Михил женат, его супругу зовут Кэрол де Брёйн. Как и муж она играет в теннис, изредка заявляясь на ветеранские соревнования.
Схаперс впервые попробовал себя в теннисе в 11 лет. На корте нидерландец предпочитает стратегический, атакующий теннис; характерными частями его игры была сильная подача, хорошая игра у сетки и умение вовремя использовать укороченные удары.

## Спортивная карьера
После нескольких лет в региональных соревнованиях Михил в 1982 году впервые сыграл на международных соревнованиях категории ATP Challenger; постепенно набрав уверенность в своих силах он к 1983 году набирает достаточный рейтинг, чтобы впервые сыграть в основной сетке турниров Большого шлема, а год спустя и впервые войти в первую сотню классификации. В 1985 году Схаперс продолжил прогресс своих результатов, добравшись до четвертьфинала на травяном Australian Open, сломив по ходу сопротивление тогдашней пятой ракетки мира Бориса Беккера и уступив лишь будущему чемпиону Стефану Эдбергу. Вскоре после этого Михил на несколько лет закрепился в первой сотни одиночной классификации, а в 1987 году впервые добрался и до титульного матча на соревнованиях тура Гран-при: зимой 1986/87-го годов Схаперс сначала сыграл в полуфинале в австралийской Аделаиде, а следом вышел в финал в новозеландском Окленде, где уступил Милославу Мечиржу. В следующие несколько лет Схаперс ещё трижды сыграет в финалах турниров подобного уровня, но самым большим, что ему удастся, будет выигрыш сета (в июне 1991 года — в Росмалене, где нидерландец по ходу титульного матча с Кристианом Сачану даже имел матчболлы, но не смог их реализовать). Ещё несколько пиковых моментов карьеры Михила приходятся на 1988 год: в январе он добрался до четвертьфинала уже хардового Australian Open, переиграв по ходу турнира Янника Ноа, но уступив Пэту Кэшу, а в сентябре дошёл до этой же стадии на сеульской Олимпиаде, уступив лишь будущему чемпиону Милославу Мечиржу. В этом же сезоне одиночная карьера Схаперса достигла своего пика: в апреле он поднялся на 25-ю строчку классификации. В начале 1990-х годов результаты Михила начали постепенно падать: в 1992 году он одержал свою последнюю победу в основных сетках турниров Большого шлема, а год спустя, после серии проигрышей на «челленджерах», завершил свою одиночную карьеру в протуре.
Параллельно с играми в одиночном разряде Схаперс весьма активно участвовал и в соревнованиях дуэтов: с 1982-го по 1994 год он провёл более трёх сотен матчей в турнирах гран-при и основного тура ATP, в том числе три десятка раз получая возможность сыграть на соревнованиях серии Большого шлема. Сотрудничая с множеством партнёров Схаперс за это время девять раз играл в финалах призов элитного тура, завоевав три титула (каждый раз на соревнованиях с хардовым покрытием). Пиковый результат нидерландца на турнирах Большого шлема пришёлся на 1986 год, когда Михил вместе с Ярославом Навратилом добрался до четвертьфинала на Roland Garros. Пиковой стабильности результаты Схаперса в мужской паре достигли в 1990-91-м годах, когда побывав в двух финалах соревнований основного тура ассоциации он смог к концу февраля 1991 года взобраться на 37-ю строчку классификации. В карьере нидерландца есть и несколько побед над действующими лидерами рейтинга в этом разряде: так осенью 1986 года на гран-при в Гамбурге Михил и Ронни Батман переиграли Ханса Гильдемайстера и Андреса Гомеса, числившихся в тот момент шестой и первой ракетками классификации; а пять лет спустя, на турнире в Брюсселе, Схаперс и Либор Пимек оказались сильнее Ги Форже и Якоба Гласека.
Как и многие высококвалифицированные парные игроки нидерландец неплохо играл и соревнования в миксте. Наиболее результативно было сотрудничество Михила с двумя теннисистками: вместе с Энн Херникссон Схаперс добрался до полуфинала французского турнира Большого шлема 1987 года, а вместе с Брендой Шульц сыграл здесь же в финале годом позже. Кроме этих двух турниров нидерландец ещё несколько раз отмечался на четвертьфинальной стадии подобных призов.
Будучи одним из ведущих теннисистов своей страны 1980-х — 1990-х годов Михил многократно привлекался в различные национальные сборные Нидерландов по теннису: в 1988 году он сыграл за свою страну в Олимпийском турнире, в 1990-м и 1991-м годах он играл в Кубке Хопмана, а с 1982-го по 1990 год представлял Нидерланды в Кубке Дэвиса, проведя за это время 15 матчевых встреч и сыграв в их рамках 36 матчей. Одним из самых известных матчей Схаперса в этом отрезке карьеры стала игра с Андреем Чесноковым в полуфинале европейской группы турнира 1987 года: В регламенте тех лет этого соревнования ещё не существовало тай-брейка в первых четырёх сетах и россиянин и нидерландец в полной мере воспользовались этим обстоятельством, завершив борьбу в первой партии лишь по итогам 46-го гейма. Сет стал рекордным в истории участия обеих сборных в турнире и повторил абсолютный рекорд соревнования по этому показателю.
После окончания игровой карьеры Михил устроился работать в национальную теннисную федерацию, работая то спортивным функционером, то тренером. В 1998-2000-м годах ему доверяли капитанство в мужской сборную страны, где он ничем в худшую сторону не выделился на фоне своих предшественников и сменьщиков. В последние годы Схаперс работает в амстердамской теннисной академии. За время работы на тренерском поприще через руки Михила, среди прочих, прошли Даниэль Вацек, Александр Радулеску, Ралука Олару и Марина Эракович.

## Рейтинг на конец года
| Год  | Одиночный рейтинг | Парный рейтинг |
| 1996 |                   | 1185           |
| 1994 |                   | 639            |
| 1993 | 270               | 139            |
| 1992 | 103               | 125            |
| 1991 | 85                | 58             |
| 1990 | 169               | 43             |
| 1989 | 79                | 186            |
| 1988 | 50                | 115            |
| 1987 | 49                | 78             |
| 1986 | 84                | 66             |
| 1985 | 105               | 167            |
| 1984 | 78                | 94             |
| 1983 | 107               | 235            |
| 1980 | 662               |                |
| 1979 | 555               |                |

## Выступления на турнирах

### Финалы турниров в одиночном разряде

#### Финалы турнировATPв одиночном разряде (0)

##### Поражения (4)
| Легенда                     |
| --------------------------- |
| Турниры Большого шлема (0)  |
| Чемпионат мира ATP (0)      |
| ATP Super 9 (0)             |
| АТР Championship Series (0) |
| АТР World Series (0+1)      |
| Гран-при (0+2)              |

| Титулы по покрытиям | Титулы по месту проведения матчей турнира |
| ------------------- | ----------------------------------------- |
| Хард (0+3)          | Зал (0+2)                                 |
| Грунт (0)           | Зал (0+2)                                 |
| Трава (0)           | Открытый воздух (0+1)                     |
| Ковёр (0)           | Открытый воздух (0+1)                     |

| №  | Дата            | Турнир                 | Покрытие | Соперник в финале | Счёт        |
| 1. | 11 января 1987  | Окленд, Новая Зеландия | Хард     | Милослав Мечирж   | 2-6 3-6 4-6 |
| 2. | 28 февраля 1988 | Мец, Франция           | Ковёр(i) | Юнас Свенссон     | 2-6 4-6     |
| 3. | 6 марта 1989    | Нанси, Франция (2)     | Хард(i)  | Ги Форже          | 3-6 6-7     |
| 4. | 16 июня 1991    | Росмален, Нидерланды   | Трава    | Кристиан Сачану   | 1-6 6-3 5-7 |

### Финалы турниров в парном разряде

#### Финалы турнировATPв парном разряде (9)

##### Победы (3)
| №  | Дата            | Турнир             | Покрытие | Партнёр       | Соперники в финале           | Счёт        |
| 1. | 27 октября 1985 | Кёльн, ФРГ         | Хард(i)  | Алекс Антонич | Ян Гуннарсон Петер Лундгрен  | 6-4 7-5     |
| 2. | 18 октября 1987 | Тулуза, Франция    | Хард(i)  | Войцех Фибак  | Келли Джонс Патрик Кюнен     | 6-2 6-4     |
| 3. | 13 октября 1991 | Тель-Авив, Израиль | Хард     | Давид Рикл    | Хавьер Франа Леонардо Лаваль | 6-2 6-7 6-3 |

##### Поражения (6)
| №  | Дата            | Турнир                     | Покрытие | Партнёр            | Соперники в финале           | Счёт        |
| 1. | 28 апреля 1985  | Марбелья, Испания          | Грунт    | Лоик Курто         | Андрес Гомес Кассиу Мотта    | 1-6 1-6     |
| 2. | 16 марта 1986   | Мец, Франция               | Ковёр(i) | Франсиско Гонсалес | Войцех Фибак Ги Форже        | 6-2 2-6 4-6 |
| 3. | 7 января 1990   | Аделаида, Австралия        | Хард     | Александр Мронц    | Эндрю Касл Ндука Одизор      | 6-7 2-6     |
| 4. | 7 октября 1990  | Тулуза, Франция            | Хард(i)  | Микаэль Мортенсен  | Нил Броуд Гэри Мюллер        | 6-7 4-6     |
| 5. | 17 февраля 1991 | Брюссель, Бельгия          | Ковёр(i) | Либор Пимек        | Марк Вудфорд Тодд Вудбридж   | 3-6 0-6     |
| 6. | 6 января 1992   | Веллингтон, Новая Зеландия | Хард     | Даниэль Вацек      | Джаред Палмер Джонатан Старк | 3-6 3-6     |

### Финалы турниров в смешанном парном разряде

#### Финалы турниров Большого Шлема в смешанном парном разряде (1)

##### Поражения (1)
| №  | Год  | Турнир        | Покрытие | Партнёрша    | Соперники в финале       | Счёт    |
| 1. | 1988 | Roland Garros | Грунт    | Бренда Шульц | Лори Макнил Хорхе Лосано | 5-7 2-6 |

## История выступлений на турнирах

### Одиночные турниры
| Турнир                 | 1983  | 1984  | 1985          | 1986          | 1987          | 1988  | 1989          | 1990          | 1991          | 1992  | 1993  | Итог   | В/П за карьеру |
| ---------------------- | ----- | ----- | ------------- | ------------- | ------------- | ----- | ------------- | ------------- | ------------- | ----- | ----- | ------ | -------------- |
| Турниры Большого Шлема |       |       |               |               |               |       |               |               |               |       |       |        |                |
| Australian Open        | -     | -     | 1/4           | -             | 2Р            | 1/4   | 4Р            | 1Р            | К             | 3Р    | 1Р    | 0 / 8  | 15-8           |
| Roland Garros          | 1Р    | 3Р    | 2Р            | 2Р            | 3Р            | 1Р    | 1Р            | 1Р            | -             | 3Р    | К     | 0 / 10 | 8-10           |
| Уимблдон               | 1Р    | 1Р    | -             | 1Р            | 3Р            | 3Р    | 3Р            | 1Р            | -             | 1Р    | -     | 0 / 8  | 8-9            |
| US Open                | -     | -     | -             | -             | 1Р            | 1Р    | 1Р            | -             | 2Р            | 1Р    | -     | 0 / 5  | 1-5            |
| Итог                   | 0 / 2 | 0 / 2 | 0 / 2         | 0 / 2         | 0 / 4         | 0 / 4 | 0 / 4         | 0 / 3         | 0 / 2         | 0 / 4 | 0 / 2 | 0 / 31 |                |
| В/П в сезоне           | 0-2   | 4-3   | 5-2           | 1-2           | 5-4           | 6-4   | 5-4           | 0-3           | 3-3           | 4-4   | 0-2   |        | 32-34          |
| Олимпийские игры       |       |       |               |               |               |       |               |               |               |       |       |        |                |
| Летняя олимпиада       | НП    | -     | Не проводился | Не проводился | Не проводился | 1/4   | Не проводился | Не проводился | Не проводился | -     | НП    | 0 / 1  | 3-1            |

К — проигрыш в квалификационном турнире.

### Парные турниры
| Турнир                 | 1984  | 1985  | 1986  | 1987  | 1988  | 1989  | 1990  | 1991  | 1992  | 1993  | Итог   | В/П за карьеру |
| ---------------------- | ----- | ----- | ----- | ----- | ----- | ----- | ----- | ----- | ----- | ----- | ------ | -------------- |
| Турниры Большого Шлема |       |       |       |       |       |       |       |       |       |       |        |                |
| Australian Open        | -     | 2Р    | -     | 1Р    | 1Р    | 2Р    | 1Р    | 1Р    | 2Р    | 2Р    | 0 / 8  | 4-8            |
| Roland Garros          | 1Р    | 1Р    | 1/4   | 3Р    | 1Р    | 2Р    | 2Р    | 3Р    | 1Р    | -     | 0 / 9  | 9-9            |
| Уимблдон               | 2Р    | -     | 3Р    | 1Р    | 1Р    | 1Р    | 3Р    | 1Р    | 2Р    | -     | 0 / 8  | 6-8            |
| US Open                | -     | -     | -     | 2Р    | 2Р    | 2Р    | -     | 2Р    | 1Р    | -     | 0 / 5  | 4-5            |
| Итог                   | 0 / 2 | 0 / 2 | 0 / 2 | 0 / 4 | 0 / 4 | 0 / 4 | 0 / 3 | 0 / 4 | 0 / 4 | 0 / 1 | 0 / 30 |                |
| В/П в сезоне           | 1-2   | 1-2   | 5-2   | 3-4   | 1-4   | 3-4   | 3-3   | 3-4   | 2-4   | 1-1   |        | 23-30          |